# Anderson Esiti
Anderson Esiti (Warri, 24 de mayo de 1994) es un futbolista nigeriano que juega de centrocampista en el Diósgyőri VTK de la Nemzeti Bajnokság I.

## Selección nacional
Es internacional con la selección de fútbol de Nigeria desde 2015.

## Clubes
| Club                   | País     | Año       |
| ---------------------- | -------- | --------- |
| Leixões S. C.          | Portugal | 2012-2014 |
| G. D. Estoril Praia    | Portugal | 2014-2016 |
| K. A. A. Gante         | Bélgica  | 2016-2019 |
| PAOK de Salónica F. C. | Grecia   | 2019-2022 |
| Göztepe S. K. (cedido) | Turquía  | 2021      |
| Ferencváros T. C.      | Hungría  | 2022-2025 |
| Zalaegerszegi TE       | Hungría  | 2025      |
| Diósgyőri VTK          | Hungría  | 2025-     |

## Palmarés

### Títulos nacionales
| Título              | Club              | País    | Año  |
| ------------------- | ----------------- | ------- | ---- |
| Nemzeti Bajnokság I | Ferencváros T. C. | Hungría | 2022 |
| Copa de Hungría     | Ferencváros T. C. | Hungría | 2022 |
| Nemzeti Bajnokság I | Ferencváros T. C. | Hungría | 2023 |
| Nemzeti Bajnokság I | Ferencváros T. C. | Hungría | 2024 |